# Perique

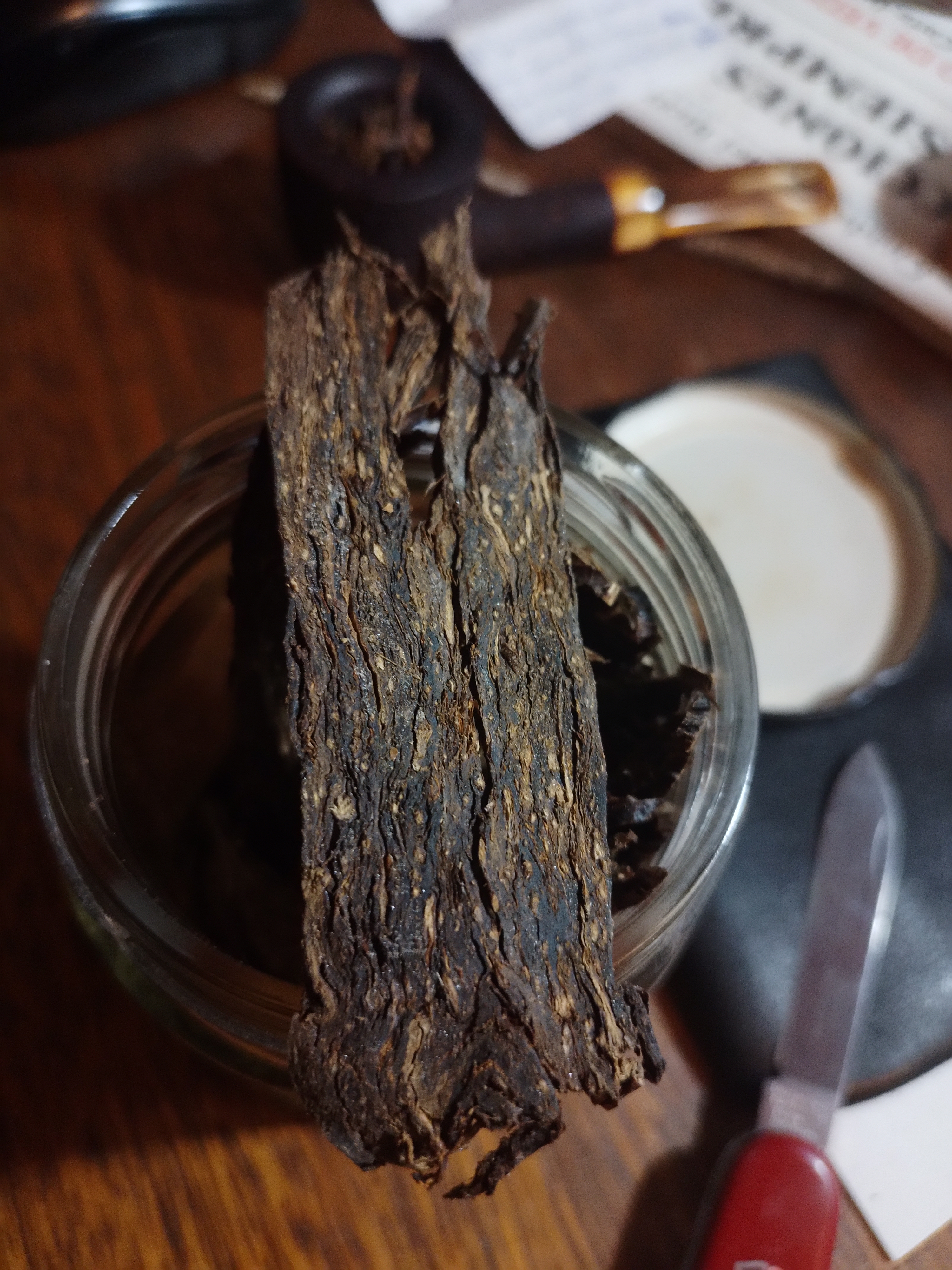
Flake de una mezcla con perique.

El tabaco perique es producido en Parroquia de St. James, Louisiana. Es muy demandado por los fumadores de pipa gracias a sus aromas intensos característicos. Su gusto complejo, balsámico y frutado es resultado de la reabsorción de los jugos oxidados de la hoja, fermentada en barricas ya utilizadas en la elaboración de whisky bourbon. De hoja mediana, oscura y elástica, es picante y fuerte en porcentaje nicotínico; por esto, se lo utiliza sólo en mezclas, o blends, con otros tipos de tabaco más suave. Se implementa en composiciones para fumar en pipa y también en unas pocas mezclas para cigarrillo.

## Historia
El origen del perique está circundado por la leyenda, el misticismo y el folklore regional. No abundan aún registros documentales que den certezas sobre su historia. 
La leyenda más popular sobre el perique sostiene que el tabaco era cultivado allí por las tribus precolombinas Choctaw y los por los Chickasaw; estas tribus habrían conocido y utilizado ya el ese método de fermentación a presión. No obstante este folklore local, la Nicotiana no es originaria de esta área del Mississippi; es posible que llegara a la región de Louisiana por medio del Caribe, traída por colonos españoles o franceses. 
La industria del tabaco en Louisiana se consolida gracias a estos colonos europeos a principios del siglo XVIII, aunque las cosechas daban un producto muy deficiente en comparación al tabaco de otras colonias. En 1820, un jóven acadiano llamado Pierre Chenet intentó curar el tabaco local de Louisiana fermentándolo bajo presión en sus propios jugos naturales. Esto resultó en el tabaco de extraordinarias cualidades que se conoce hoy como perique.
Se desconoce actualmente el origen exacto de la palabra perique. Algunos creen que así apodaban a Pierre Chenet. Otra leyenda local atribuye el origen de la palabra al supuesto nombre que los nativos de Louisiana daban al tratamiento de fermentación a presión, aunque no existen pruebas de que estos pueblos hayan conocido la técnica. Esa manera de curar el tabaco sí era conocida y utilizada por españoles y franceses, y Chenet tenía contacto con varias familias españolas.

## Producción
Todo el suministro mundial de perique proviene de un área de escasas hectáreas en Parroquia St. James. Allí ocurre tanto el cultivo como la necesaria fermentación del producto.

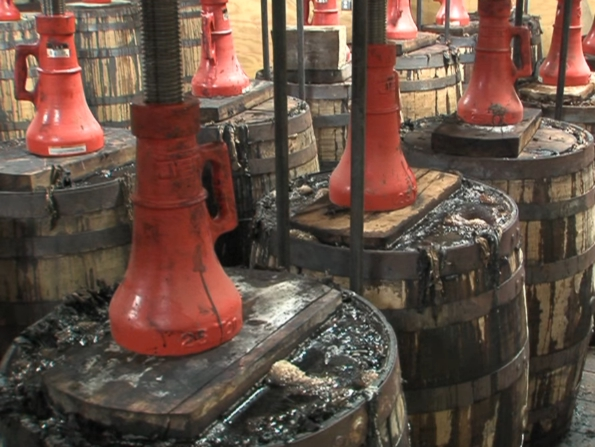
prensas de fermentación de perique

Una vez cosechado el tabaco, se deposita en cobertizos para secar o curar al aire. Luego, se extraen las venas y nervios centrales de las hojas y se las ata en paquetes. Estos manojos son comprimidos en barriles de roble ya utilizados para la producción de Whisky.
Los paquetes de tabaco son presionados por prensas mecánicas que extraen sus jugos naturales. Esta presión permite que el líquido de la planta forme una sustancia negra, espesa y alta en nicotina, cuya fermentación permite la evolución del producto. 
Los materiales deben manejarse cuidadosamente durante el extenuante proceso de cura y fermentación. Este periodo se prolonga aproximadamente durante nueve meses. Durante ese tiempo, los manojos de tabaco son revueltos en las barricas, aflojando y aplicando la prensa sistemáticamente se acuerdo a dos factores cruciales: el control de humedad de las barricas y la presurización cambiante de los paquetes de tabaco. La humedad debe siempre mantenerse entre un 30% y un 40%.
Estas técnicas de elaboración se han preservado y transmitido entre generaciones durante siglos, gracias a la pequeñas y medianas empresas familiares de la zona.

## Impacto de mercado

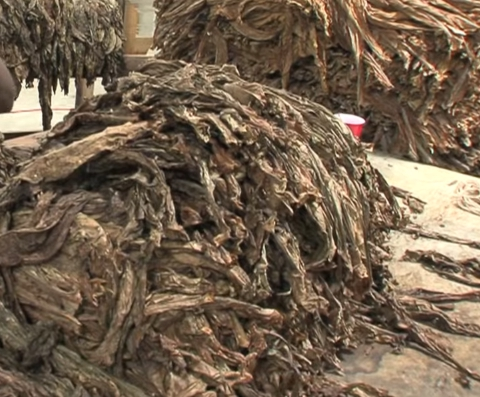
Hojas de tabaco perique antes de atravesar el proceso de fermantación en barrica.

El perique se encuentra actualmente en una situación comercial estable. Su posición preferencial entre los fumadores de pipa le permite gozar de un alto valor, y el carácter monopólico de su producción imposibilita la eventual aparición de competencia de otros tipos de tabaco provenientes de regiones fuera de Louisiana. Los cultivadores de St. James Parish son expertos en la producción de perique y producen sistemáticas cosechas de calidad. Más del 50% de la producción es exportada fuera de los Estados Unidos. 
Sin embargo, el alto precio del productio ha estancado su expansión de mercado, y un aumento continuo del precio podría poner al perique fuera del alcance económico de la mayoría de los consumidores. Además, las crecientes regulaciones en la comercialización de productos de tabaco amenazan también la producción de perique.